# Frans II van Waldeck-Landau
Graaf Frans II van Waldeck-Landau (ca. 1526 – Beyenburg, 29 juli 1574), Duits: Franz II. Graf von Waldeck-Landau, was een graaf uit het Huis Waldeck. Hoewel hij door de historici wordt meegeteld bij de regerende graven van Waldeck, heeft hij nimmer geregeerd.

## Biografie
Frans werd ca. 1526 geboren als de derde en jongste zoon van graaf Filips III van Waldeck-Eisenberg en diens tweede echtgenote hertogin Anna van Kleef.
Op 22 november 1538 werd bij verdrag de verdeling van het graafschap Waldeck geregeld, met medewerking van landgraaf Filips I van Hessen. Een deel werd toegekend aan de twee zonen uit het eerste huwelijk, Otto V en Wolraad II, het andere aan de zonen uit het tweede huwelijk, Filips V, Johan I en Frans.
Frans werd door zijn nicht Anna van Kleef, de vierde echtgenote van koning Hendrik VIII van Engeland, in 1540 meegenomen naar Engeland. Zo kwam hij aan het koninklijk hof daar. Na het overlijden van de gescheiden koningin in 1557 schijnt hij Engeland spoedig te hebben verlaten. Later verbleef hij in Düsseldorf bij zijn neef, hertog Willem van Gulik, Kleef en Berg, in een erehofambt.
Frans huwde ca. 1563 met Maria Gogreve, dochter van Johannes Gogreve, een Guliks-Bergs kanselier. Maria overleed in augustus 1580 in Düsseldorf en werd daar ook begraven. Het huwelijk was waarschijnlijk kinderloos.
Frans overleed in Beyenburg, in het hertogdom Berg, op 29 juli 1574.

## Voorouders
| Voorouders van graaf Frans II van Waldeck-Landau | Voorouders van graaf Frans II van Waldeck-Landau                                                       | Voorouders van graaf Frans II van Waldeck-Landau                                        | Voorouders van graaf Frans II van Waldeck-Landau                                        | Voorouders van graaf Frans II van Waldeck-Landau                                        | Voorouders van graaf Frans II van Waldeck-Landau                                 | Voorouders van graaf Frans II van Waldeck-Landau                                 | Voorouders van graaf Frans II van Waldeck-Landau                                                 | Voorouders van graaf Frans II van Waldeck-Landau                                                 |
| ------------------------------------------------ | --- | --------------------------------------------------------------------------------------- | --------------------------------------------------------------------------------------- | --------------------------------------------------------------------------------------- | -------------------------------------------------------------------------------- | -------------------------------------------------------------------------------- | ------------------------------------------------------------------------------------------------ | ------------------------------------------------------------------------------------------------ |
| Betovergrootouders                               | Hendrik VII van Waldeck-Waldeck (?–na 1442) ⚭ 1398 Margaretha van Nassau-Wiesbaden-Idstein (?–na 1432) | Michael I van Wertheim (?–1441) ⚭ 1413 Sophia van Henneberg-Aschach (?–1441)            | Johan van Solms-Braunfels (?–1457) ⚭ ca. 1429 Elisabeth van Cronberg (?–1438)           | Johan IV van Salm (?–1476) ⚭ 1432 Elisabeth van Hanau-Münzenberg (?–1446)               | Adolf II van Kleef (1373–1448) ⚭ 1406 Maria van Bourgondië (1393–1463)           | Jan van Bourgondië-Nevers (1415–1491) ⚭ 1435 Jacqueline d’Ailly (?–1470)         | Lodewijk III ‘de Vreedzame’ van Hessen (1402–1458) ⚭ 1433 Anna van Saksen (1420–1462)            | Filips ‘de Oudere’ van Katzenelnbogen (ca. 1402–1479) ⚭ 1422 Anna van Württemberg (1408–1471)    |
| Overgrootouders                                  | Wolraad I van Waldeck-Waldeck (1407–1475) ⚭ 1440 Barbara van Wertheim (?–?)                            | Wolraad I van Waldeck-Waldeck (1407–1475) ⚭ 1440 Barbara van Wertheim (?–?)             | Kuno van Solms-Lich (?–1477) ⚭ 1457 Walpurgis van Dhaun (?–?)                           | Kuno van Solms-Lich (?–1477) ⚭ 1457 Walpurgis van Dhaun (?–?)                           | Johan I van Kleef (1419–1481) ⚭ 1455 Elisabeth van Bourgondië-Nevers (1439–1483) | Johan I van Kleef (1419–1481) ⚭ 1455 Elisabeth van Bourgondië-Nevers (1439–1483) | Hendrik III ‘de Rijke’ van Hessen-Marburg (1440–1483) ⚭ 1458 Anna van Katzenelnbogen (1443–1494) | Hendrik III ‘de Rijke’ van Hessen-Marburg (1440–1483) ⚭ 1458 Anna van Katzenelnbogen (1443–1494) |
| Grootouders                                      | Filips II van Waldeck-Eisenberg (1452/53–1524) ⚭ 1481 Catharina van Solms-Lich (?–1492)                | Filips II van Waldeck-Eisenberg (1452/53–1524) ⚭ 1481 Catharina van Solms-Lich (?–1492) | Filips II van Waldeck-Eisenberg (1452/53–1524) ⚭ 1481 Catharina van Solms-Lich (?–1492) | Filips II van Waldeck-Eisenberg (1452/53–1524) ⚭ 1481 Catharina van Solms-Lich (?–1492) | Johan II van Kleef (1458–1521) ⚭ 1489 Mathilde van Hessen-Marburg (1473–1505)    | Johan II van Kleef (1458–1521) ⚭ 1489 Mathilde van Hessen-Marburg (1473–1505)    | Johan II van Kleef (1458–1521) ⚭ 1489 Mathilde van Hessen-Marburg (1473–1505)                    | Johan II van Kleef (1458–1521) ⚭ 1489 Mathilde van Hessen-Marburg (1473–1505)                    |
| Ouders                                           | Filips III van Waldeck-Eisenberg (1486–1539) ⚭ 1519 Anna van Kleef (1495–1567)                         | Filips III van Waldeck-Eisenberg (1486–1539) ⚭ 1519 Anna van Kleef (1495–1567)          | Filips III van Waldeck-Eisenberg (1486–1539) ⚭ 1519 Anna van Kleef (1495–1567)          | Filips III van Waldeck-Eisenberg (1486–1539) ⚭ 1519 Anna van Kleef (1495–1567)          | Filips III van Waldeck-Eisenberg (1486–1539) ⚭ 1519 Anna van Kleef (1495–1567)   | Filips III van Waldeck-Eisenberg (1486–1539) ⚭ 1519 Anna van Kleef (1495–1567)   | Filips III van Waldeck-Eisenberg (1486–1539) ⚭ 1519 Anna van Kleef (1495–1567)                   | Filips III van Waldeck-Eisenberg (1486–1539) ⚭ 1519 Anna van Kleef (1495–1567)                   |